# 굴라트
굴라트(아랍어:غلاة)는 정통 시아파 이슬람의 신학에서 이슬람 역사의 인물(대개 아흘 알바이트)에게 신성한 특성을 돌리거나 주류인 정통 시아 신학에 의해 일탈된 것으로 간주되는 신념을 가진 일부 소수 이슬람 집단을 묘사하기 위해 사용된다. 후기에 이 용어는 자이드파 정통 열두이맘파, 때로는 이스마일파에 의해 받아들여지지 않는 어떤 시아파 집단을 묘사하기 위해 사용되었다.
그 용법은 그러한 종교적인 인물의 중요성이나 존경을 "과대하게" 했다는 생각에서 유래한다.

## 역사
전통적으로 굴라트 중 첫 번째는 압둘라 이븐 사바로, 알리가 죽었다는 사실을 부정하고 굴라트의 한 형태로 여겨졌던 그의 귀환을 예측하였다.. M. G. S. 허드슨에 따르면, 마흐디로 돌아오기로 되어 있는 이맘의 오컬트화 또는 부재에 대한 관념이 굴라트 중에서 가장 먼저 나타난 것으로 보인다.[2] 초기 작가들에 의해 굴라트로 여겨졌던 것으로 보이는 다른 입장으로는 알리가 무함마드의 후계자가 될 권리를 침해하는 자로서 아부 바크르와 우마르의 (공적) 비난(사브)과 진정한 이맘이 무지막지하다는 관념(마ʿmaū)이 있었다.[2]
후기에는 주류 시아 그룹, 특히 열두이맘파가 '극단주의'(굴라트)로 판정된 세 가지 행위를 확인했다. 이러한 이단행위는 신이 때때로 이맘의 몸에 거처를 취한다는 주장(ḥullul), 전이(tetemschechosh)에 대한 믿음(타나수크) 그리고 이슬람 율법을 반미니즘과 유사한 의무(이바사)가 아닌 것으로 간주하는 주장)이다.
예를 들어, 알라위파 사람들은 이슬람의 정통 시아 종파들에 의해 굴라트로 간주된다.[4] 대아야톨라 알리 알 시스타니는 정통 시아파 이슬람교도들이 "무슬림파라고 주장하지만 비무슬림파로 분류되는 카와리즈나 굴라트 종파와 결혼하는 것을 금지한다"고 발표했다.

## 참고 문헌
- Tucker, William Frederick (2008). 《Mahdis and millenarians: Shī'ite extremists in early Muslim Iraq》. Cambridge University Press. ISBN 978-0-521-88384-9.
- Moosa, Matti (1987). 《Extremist Shiites: The Ghulat Sects》. Syracuse University Press. ISBN 978-0-8156-2411-0.
- Halm, Heinz (1982). 《Die islamische Gnosis: Die extreme Schia und die ʻAlawiten》. Artemis Verlag. ISBN 978-3-7608-4530-2.